# Webkinz

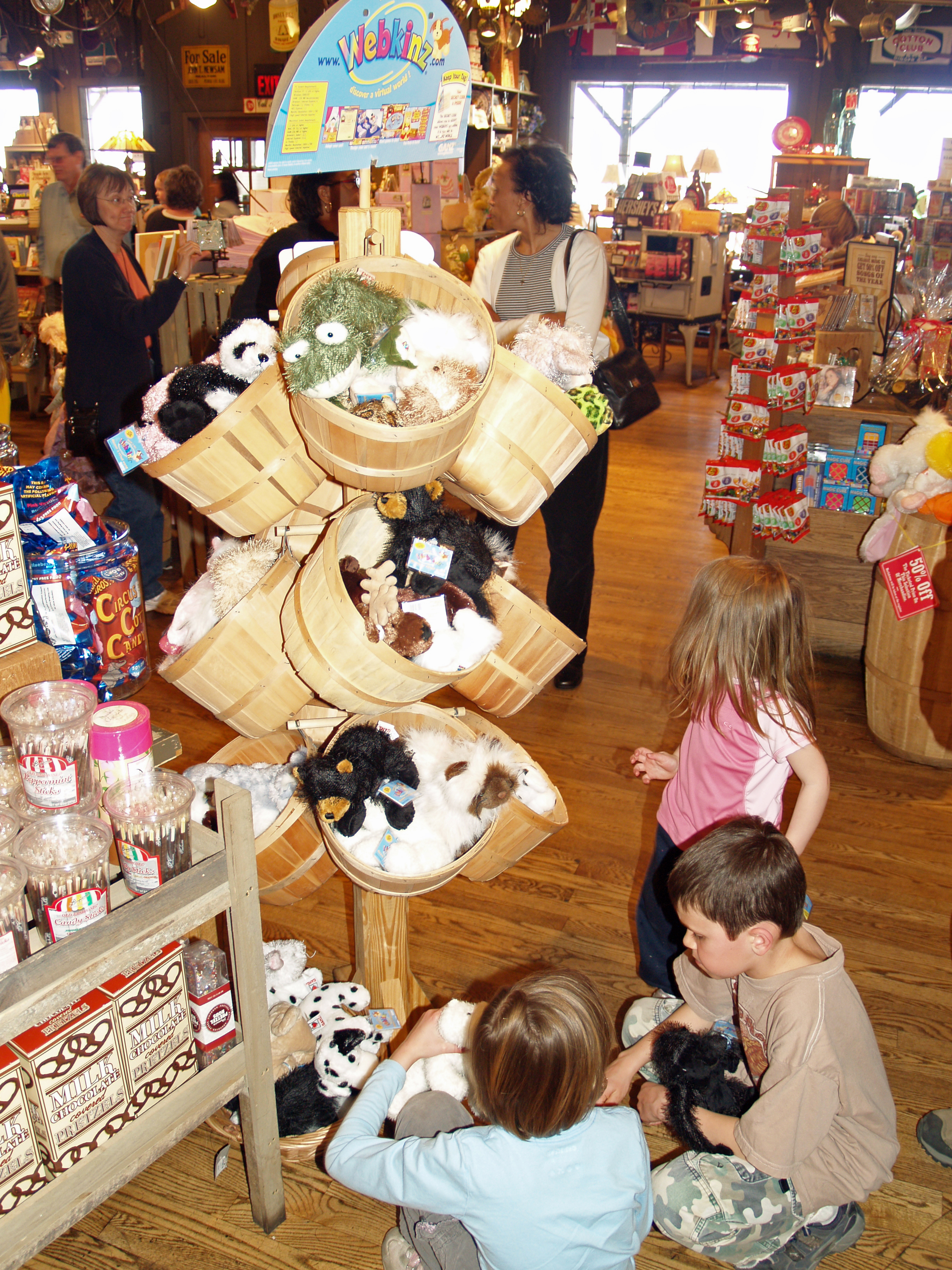
Kinder vor einem Webkinz-Verkaufsständer in einem Geschäft in Colorado

Webkinz ist ein Markenname, unter dem der kanadische Spielzeughersteller Ganz in Kanada und den Vereinigten Staaten seit 2005 eine Serie von Stofftieren und Stofftierzubehör vertreibt.
Die Besonderheit des Marketing-Konzepts besteht darin, dass das Unternehmen über den Handel mit Webkinz-Artikeln hinaus eine Website (Webkinz World) betreibt, auf der die Käufer dieser Artikel sich mit Hilfe eines Nummerncode einloggen und mit einer virtuellen Version ihres gekauften Spielzeugs in einer Umgebung spielen können, die sie nach eigenem Geschmack einrichten und gestalten können. Je mehr Webkinz und Accessoires gekauft werden, umso mehr KinzCash (virtuelles Geld), Räume und Einrichtungsgegenstände stehen zur Verfügung.
Bei US-amerikanischen Kindern im Grundschulalter zählten Webkinz, von denen es bereits über 200 verschiedene gibt, bis ca. 2008 zum populärsten Spielzeug.

## Produktpalette
Zur Produktpalette gehören vor allem Hunde und Katzen, sowie Bauernhof- und Wildtiere, Fische, Vögel, Frösche und Fantasietiere. Neben den Tieren wird eine Reihe von sogenannten W-Plus-Artikeln angeboten, Accessoires, die ebenfalls mit einem Code ausgestattet sind und in der Webkinz World gegen KinzCash oder andere Leistungen registriert werden können. Die W-Plus-Artikel umfassen z. B. Kosmetik, Lesezeichen, Sammelkarten (Trading Cards), sowie Tragetaschen oder Bekleidung für die Stofftiere oder Kinder.
In den USA werden aktuelle Webkinz für einen Kaufpreis von etwa 15 $ gehandelt. Neben der eigentlichen Webkinz-Serie ist die preiswertere Produktserie Lil'Kinz im Handel, die etwas kleinere Ausgabe der „Webkinz“.
Im Online-Shop der Firma „Ganz“ („eStore“) können die Erziehungsberechtigten darüber hinaus auch „eStore Points“ erwerben, mit denen man Codes für virtuelle Einrichtung, Kleidung oder anderes kaufen kann.

## Website
Jedes Stofftier und Accessoire wird mit einem 8-stelligen Code geliefert. Indem man diesen Code auf der Website registriert, „adoptiert“ man das Spielzeug in der Webkinz World, einer virtuellen Spielrealität, in der ein eigenes Wirtschaftsleben besteht. Die Benutzer erhalten mit der Adoption eines Spielzeugs Geld (sogenanntes KinzCash), ein exklusives Möbelstück und das spezielle Item des Tieres („Pet Specific Item“), spielen Online-Spiele, von denen viele nur zu bestimmten Zeiten zur Verfügung stehen, und beantworten allgemeine Wissensfragen.
Im W Shop können die Benutzer ihr KinzCash ausgeben und dafür Futter für ihr Tier, Einrichtungsgegenstände oder zusätzliche Räume für dessen Haus erwerben, die jederzeit beliebig umgeräumt werden können. Die Tiere können gefüttert, zur Toilette oder zum Tierarzt gebracht, gebürstet oder gebadet werden. Im Garten wird gepflanzt, gepflegt und geerntet oder ein Swimmingpool aufgestellt. Die Online-Welt enthält auch viele seltene oder exklusive Artikel, von denen manche nur durch Adoption eines „Pet of the Month“ (s. u.) oder im Curio Shop erworben werden können, in dem man außerdem nach Edelsteinen graben kann („Gem Mining“/„Gem Hunt“). Für andere muss KinzCash investiert werden, das man in größerer Menge nur erhält, indem man neue Spielsachen kauft und „adoptiert“. Zusätzliches KinzCash kann jedoch auch bei den meisten Spielen gewonnen werden. Im „Clubhouse“ haben die Benutzer die Möglichkeit mit Freunden eingeschränkt zu chatten und Besitztümer auszutauschen. Darüber hinaus wird regelmäßig ein „Tier des Monats“ („Pet of the Month“) ausgerufen; Benutzer, die dieses Tier erwerben und „adoptieren“, erhalten in der Online-Realität exklusive Artikel und dürfen zu besonderen Zeiten Spiele spielen, welche Besitzer ohne „Pet of the Month“ nicht spielen können. Für jedes „Pet of the Month“ gibt es ein entsprechendes Musikvideo und einen Monat lang Gegenstände aus dem Video, die im „eStore“ erworben werden können.
Darüber hinaus können die Benutzer mit Freunden, die sich über ein Kennwort identifizieren, miteinander in Interaktion treten, chatten oder gemeinsam in der Online-Welt spielen.
Mit der „Deluxe Membership“, die man freiwillig durch monatliche Zahlung erwerben kann, werden dem Kind spezielle Kleidungsstücke, Möbelstücke, zusätzliche „eStore Points“ und erweiterte Chatmöglichkeiten zur Verfügung gestellt.
Auf der zu „Webkinz“ gehörende Seite „Webkinz Newz“ hat man die Möglichkeit an Wettbewerben teilzunehmen, seine Meinung in Foren zu äußern oder einfach nur Neuigkeiten zu bekommen.
Obwohl Webkinz durch Einstellungen mittlerweile schon auf 14 verschiedenen Sprachen -Tendenz steigend- gespielt werden kann, sind einige Stellen noch auf Englisch.

## Kritik
Während viele Eltern in der Beschäftigung ihrer Kinder mit der Webkinz World pädagogischen Nutzen sehen, haben andere Sorge geäußert, dass diese Beschäftigung eine Abhängigkeit erzeuge. Obwohl das Online-Chat-System freie Kommunikation nur zulässt, wenn die Erziehungsberechtigten dem zugestimmt haben, zweifeln manche an der Sicherheit der Chat-Funktion. Um Ablenkung vom Unterricht zu vermeiden, haben einige Schulen den Kindern inzwischen verboten, Webkinz mit in den Unterricht zu bringen. Kritisiert wurde auch, dass die ursprünglich werbefreie Website mittlerweile kommerzielle Werbung enthält.